# 32616 Nadinehan
32616 Nadinehan è un asteroide della fascia principale. Scoperto nel 2001, presenta un'orbita caratterizzata da un semiasse maggiore pari a 2,7350789 UA e da un'eccentricità di 0,0587040, inclinata di 6,31432° rispetto all'eclittica.